# Verrekijker

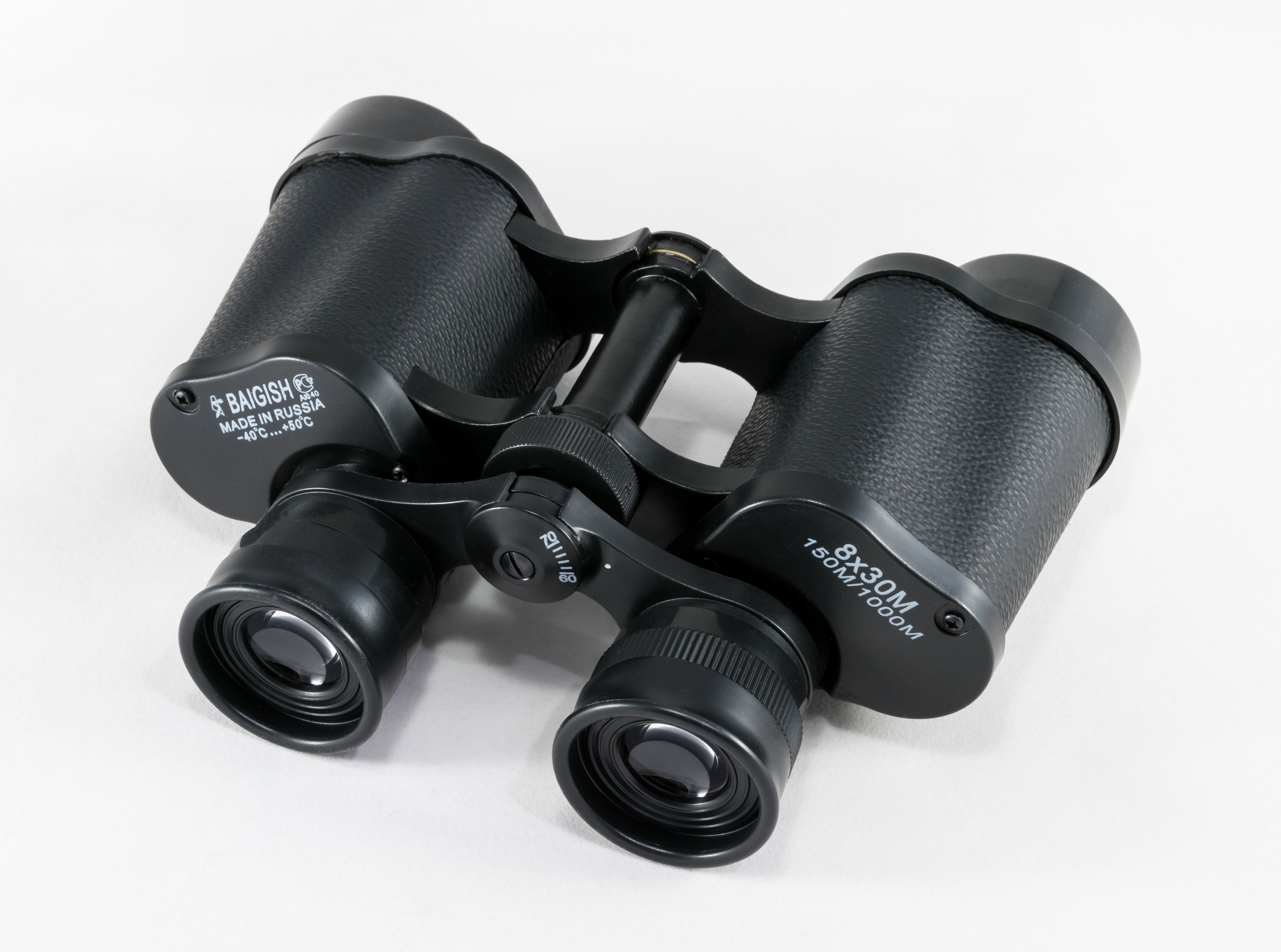
Verrekijker

Een verrekijker (of kortweg kijker) is een optisch instrument om voorwerpen op grote afstand vergroot weer te geven. Het instrument is in 1608 uitgevonden door Nederlander Hans Lipperhey uit Middelburg.
De tegenwoordige verrekijker is meestal dubbel (binoculair) uitgevoerd en bestaat dan uit twee gelijke telescopen met kleine vergroting. Beide kijkerhelften bevatten een objectief en een oculair en zijn voorzien van een stelsel van prisma's om het beeld rechtop te zetten (een astronomische telescoop zonder deze prisma's geeft een omgekeerd beeld). Een verrekijker wordt daarom ook wel prismakijker genoemd. Met de prisma's wordt ook een verkorting van de verrekijker bewerkstelligd door het samenvouwen van de stralengang.
De door Lipperhey uitgevonden kijker had, anders dan de tegenwoordige kijkers, een negatieve lens als oculair. Dat geeft zonder dat er prisma's nodig zijn een rechtopstaand beeld, maar de beeldhoek is klein en een grote vergroting is niet goed haalbaar. Dit type wordt ook wel Hollandse kijker genoemd. De zogeheten toneelkijkers maken soms nog gebruik van dit systeem.
Er worden twee soorten prismastelsels gebruikt. Enerzijds zijn er de dakkantprisma's (ook wel pentaprisma's genoemd), die te herkennen zijn aan de rechtdoor gaande stralengang (waarbij objectieven en oculairen recht achter elkaar staan). Anderzijds zijn er de porroprisma's, die een parallelle verschuiving in de stralengang geven. Zoals op de foto te zien is zijn de objectieven en oculairen ten opzichte van elkaar verschoven.

## Eigenschappen
Een verrekijker wordt meestal gekarakteriseerd door twee getallen, bijvoorbeeld 10×50 of 8×22. Het eerste getal (10× resp. 8×) geeft de vergroting (de 'sterkte') aan, in deze voorbeelden 10 keer of 8 keer; het tweede getal geeft de diameter van het objectief (officieel: van de intreepupil) in mm aan.
Deze diameter bepaalt het 'lichtverzamelend vermogen' van de kijker. Hoe groter de voorste lens, hoe meer licht erin valt. Gedeeld door de vergroting geeft dit de diameter van de uittreepupil. Die zou ook als de schemering invalt ongeveer even groot moeten zijn als de diameter van de oogpupil: zo'n 7 mm. Een 8×22 kijker heeft een uittreepupil van 2,75 mm en deze kijker is daarom vooral geschikt voor overdag als onze oogpupil ook niet groot is. Een 7×50 kijker heeft een uittreepupil van 7,1 mm en is daardoor ook bij weinig licht bruikbaar. Een nog betere indicatie voor de bruikbaarheid in de schemering geeft het schemergetal: dit is de wortel uit (vergroting maal diameter). De wortel uit (10×50) is 22,4, de wortel uit (7×50) is 18,7, zodat volgens het schemergetal een 10×50 bij minder licht iets minder bruikbaar is dan een 7×50.

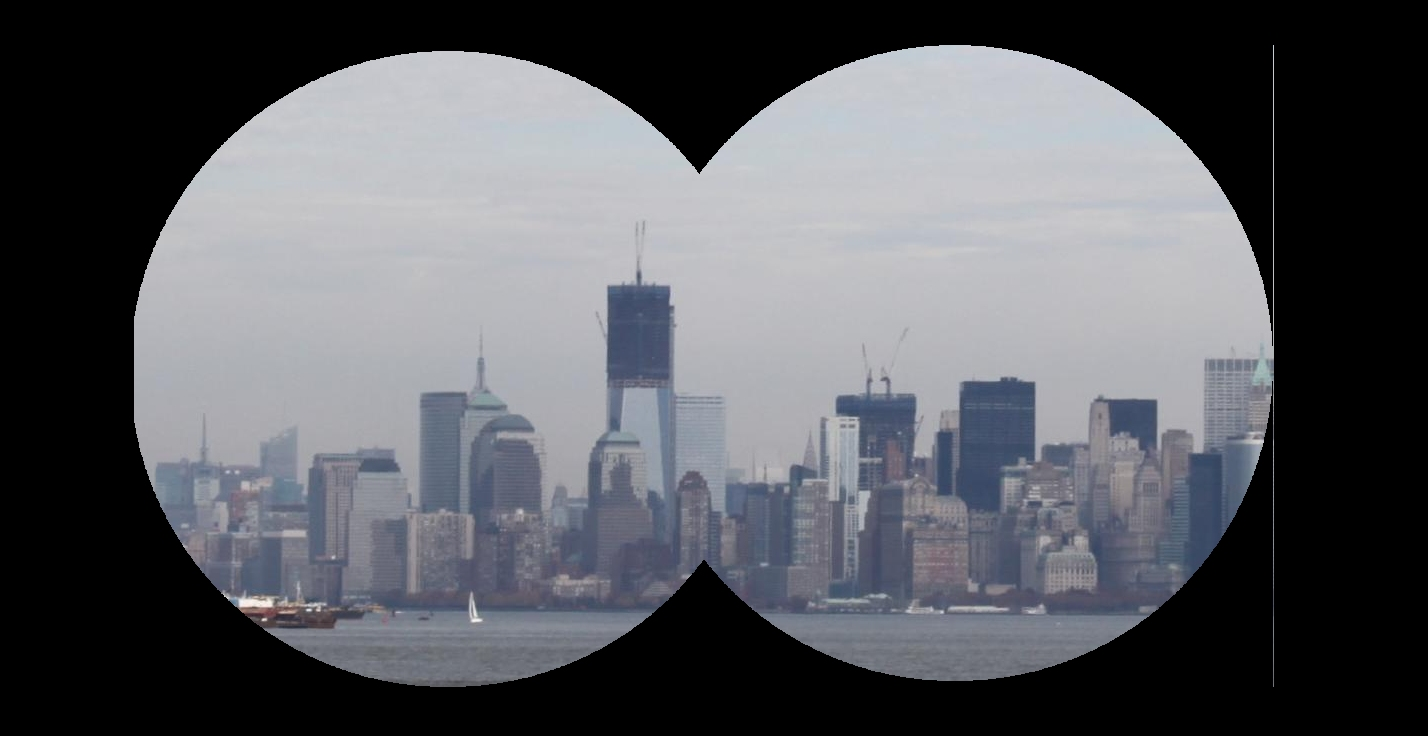
In afbeeldingen, zoals in stripverhalen en speelfilms, wordt het beeld van een kijker vaak getoond als een horizontale acht. Dit is feitelijk onjuist: iedere goede verrekijker, ook een binoculaire kijker, toont de gebruiker een rond beeld, dus niet zoals in deze bewerking.

Naast vergroting en objectiefdiameter zijn ook de algemene kwaliteit van de lenzen en de grootte van het beeldveld van belang. Een groot beeldveld maakt het gemakkelijker om een bewegend object te blijven volgen, maar optiek die een groot beeldveld geeft is complexer en dus duurder om te maken. Het beeldveld wordt vaak vermeld op de kijker, ofwel door aan te geven hoeveel het zicht op 1000 m afstand is (bijvoorbeeld 105 m op 1000 m), ofwel door de beeldhoek in graden te geven (bijvoorbeeld een beeldhoek van 6,1°). In dat laatste geval valt eenvoudig de 'schijnbare beeldhoek' te berekenen: die is gelijk aan vergroting maal beeldhoek. Deze schijnbare beeldhoek is de grootte van de cirkel die je door de kijker kijkend voor je ziet. Bij zeer goede kijkers ligt de schijnbare beeldhoek meestal rond de 60°. Een schijnbare beeldhoek groter dan 70° maakt de kijker zeer duur, of maakt de kwaliteit van het beeld matig, vooral aan de rand van het beeldveld.
Verrekijkers worden ook gebruikt bij kleine afstanden. Veel kijkers in het luxe segment kunnen nog scherpstellen tot op 2 meter, wat erg handig is bij het waarnemen van vlinders en libellen. Enkele gespecialiseerde modellen gaan tot 50 cm bij een vergroting van 8 keer.
Verder vinden we in het luxesegment gasdichte kijkers met interne scherpstelling. Daardoor kan geen condens optreden en zijn de optische gedeeltes beschermd tegen waterschade.
Een andere vaak gebruikte term is APO. Dit houdt in het wegwerken van de chromatische aberratie, ofwel kleurschifting, door het combineren van glas met hoge en lage brekingsindex in één lens, waardoor alle (in de praktijk drie verschillende) golflengtes (kleuren) van het licht nagenoeg dezelfde brandpuntsafstand hebben. Hiervoor wordt vaak fluorietglas gebruikt en LD-glas (Low Dispersion). De ontspiegeling van de lensoppervlakken en prisma's met behulp van coatings draagt bij aan het beperken van lichtverlies en vermindert storende interne reflecties.
Voor brildragers die met bril door de kijker willen kijken, is nog van belang hoe ver de uittreepupil achter het oculair ligt en of de beschermranden van het oculair weggeklapt kunnen worden. Als de uittreepupil ver achter de laatste lens van het oculair ligt, zeg 18 mm, dan kan de kijker tegen de bril gehouden worden en is toch nog het volle beeldveld zichtbaar. Vaak vermeldt een fabrikant dat een kijker geschikt is voor brildragers, maar in veel gevallen ligt de uittreepupil dan toch voor veel brildragers nog wat te dicht bij de optiek, zodat de rand van het beeldveld wegvalt.
Omdat bij sterke vergrotingen de bewegingen van de hand evenredig meevergroot worden is het vaak lastig een stabiel beeld te krijgen bij kijkers met een vergroting van 10× of meer. Sommige kijkers zijn daarom voorzien van elektronische of optische stabilisatiesystemen.
Kijkers groter dan 12×50 zijn meestal enkelvoudig uitgevoerd en worden vanaf een statief gebruikt. Deze kijkers worden vaak al telescoop genoemd en zijn onder andere populair bij vogelwaarnemers.

## Afbeeldingen

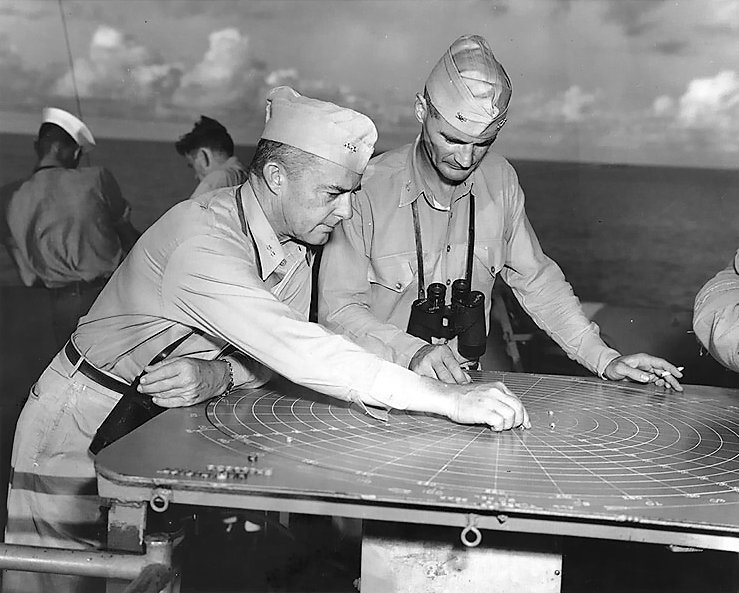
Schout-bij-nacht Merrill en kapitein Brown, gewapend met verrekijkers, plannen een actie bij de Salomonseilanden, 23 december 1943
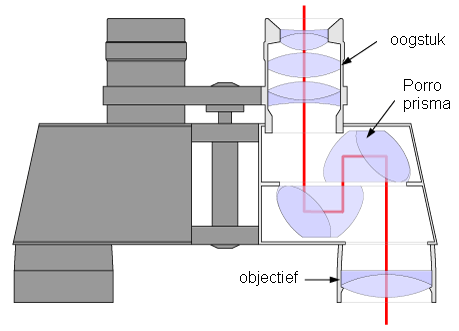
Stralengang in een verrekijker met porroprisma’s
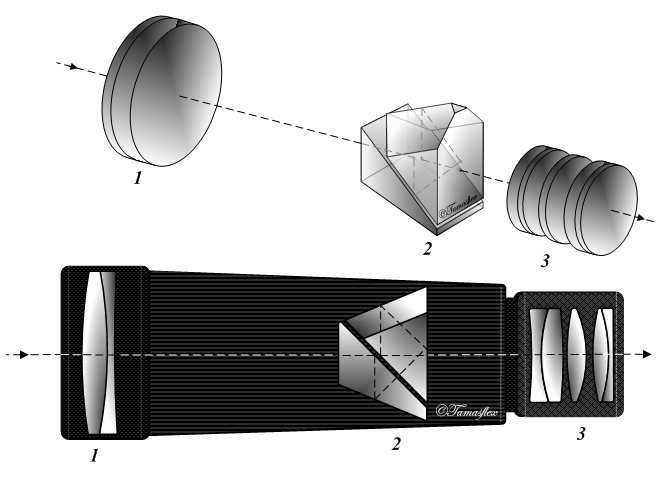
Stralengang in een monoculair met dakkantprisma's